# Envigado FC
Envigado FC (vollständig: Envigado Fútbol Club S.A., vorher Corporación Deportiva Envigado Fútbol Club) ist ein 1989 gegründeter kolumbianischer Fußballverein aus Envigado im Departamento de Antioquia. 
Die größten Erfolge der Vereinsgeschichte waren bisher die Zweitliga-Meisterschaften von 1991 und 2007. Nachdem Envigado bereits mehrere Spielzeiten in der Ersten Liga verbracht hatte, gelang zuletzt 2007 der erneute Aufstieg.

## Geschichte
Aufgrund der guten Leistung in der Spielzeit 2011 qualifizierte sich Envigado FC erstmals für einen internationalen Wettbewerb und nahm an der Copa Sudamericana 2012 teil. Envigado konnte die 2. Runde erreichen und unterlag dort dem uruguayischen Vertreter Liverpool FC.
Die Hinserie der Spielzeit 2016 beendete Envigado auf dem 15. Platz. Daraufhin wurde der Trainer Juan Carlos Sánchez Cuartas entlassen. Als neuer Trainer wurde Ismael Rescalvo eingestellt. In der Rückserie 2016 verpasste Envigado als Neunter nur knapp den Einzug in die Finalrunde. 
In der Hinserie 2017 fand sich Envigado am Ende der Tabelle wieder und schloss die Ligaphase auf dem 19. Platz ab. Nach einem schwachen Rückserienstart trat Ismael Rescalvo zurück. Der Verein verpflichtete zunächst als Interimstrainer Rubén Darío Bedoya. Danach verlief die Rückserie positiver, weswegen Envigado an Bedoya festhielt. Envigado verfehlte den Einzug in die Finalrunde nur um zwei Punkte.
Auch in der Apertura 2018 verpasste Envigado den Einzug in die Finalrunde auf dem zehnten Platz mit einem Punkt Rückstand auf den achten Platz nur knapp. Nach dem Rücktritt von Bedoya wurde dieser im September 2018 durch Eduardo Lara ersetzt. Die Rückserie wurde auf Platz 13 abgeschlossen. Auch in der Hinserie 2019 landete Envigado auf dem 13. Platz.

## Stadion
Envigado FC absolviert seine Heimspiele im Estadio Polideportivo Sur. Das Stadion wurde 1992 neu eröffnet und hat eine Kapazität von etwa 14.000 Plätzen.

## Sportlicher Verlauf

### Erfolge
- Meister Primera B: 1991, 2007
- Teilnahme an der Copa Sudamericana: 1×

2012: 2. Runde

### Saisondaten seit 2010
| Spielzeit | Liga                 | Ligaebene | Platz | Finalrunde    |
| --------- | -------------------- | --------- | ----- | ------------- |
| 2010-I    | Liga Postobón        | I         | 12.   | -             |
| 2010-II   | Liga Postobón        | I         | 18.   | -             |
| 2011-I    | Liga Postobón        | I         | 4.    | Viertelfinale |
| 2011-II   | Liga Postobón        | I         | 6.    | Viertelfinale |
| 2012-I    | Liga Postobón        | I         | 11.   | -             |
| 2012-II   | Liga Postobón        | I         | 14.   | -             |
| 2013-I    | Liga Postobón        | I         | 16.   | -             |
| 2013-II   | Liga Postobón        | I         | 12.   | -             |
| 2014-I    | Liga Postobón        | I         | 6.    | Viertelfinale |
| 2014-II   | Liga Postobón        | I         | 14.   | -             |
| 2015-I    | Liga Águila          | I         | 2.    | Viertelfinale |
| 2015-II   | Liga Águila          | I         | 13.   | -             |
| 2016-I    | Liga Águila          | I         | 15.   | -             |
| 2016-II   | Liga Águila          | I         | 9.    | -             |
| 2017-I    | Liga Águila          | I         | 19.   | -             |
| 2017-II   | Liga Águila          | I         | 11.   | -             |
| 2018-I    | Liga Águila          | I         | 10.   | -             |
| 2018-II   | Liga Águila          | I         | 13.   | -             |
| 2019-I    | Liga Águila          | I         | 13.   | -             |
| 2019-II   | Liga Águila          | I         | 16.   | -             |
| 2020      | Liga BetPlay Dimayor | I         | 12.   | -             |
| 2021-I    | Liga BetPlay Dimayor | I         | 16.   | -             |
| 2021-II   | Liga BetPlay Dimayor | I         | 9.    | -             |
| 2022-I    | Liga BetPlay Dimayor | I         | 6.    | Finalrunde    |
| 2022-II   | Liga BetPlay Dimayor | I         | 15.   | -             |
| 2023-I    | Liga BetPlay Dimayor | I         | 16.   | -             |
| 2023-II   | Liga BetPlay Dimayor | I         | 20.   | -             |

## Bekannte ehemalige Spieler
- James Rodríguez
- Jhon Córdoba
- John Jairo Mosquera
- Frank Fabra

## Trainerhistorie
- Eduardo Lara (2018–)[7]
- Juan Carlos Ramírez (2018)
- Rubén Darío Bedoya (2017–2018)[8]
- Ismael Rescalvo (2016–2017)[9]
- Juan Carlos Sánchez Cuartas (2013–2016)[10]
- Pedro Enrique Sarmiento (2010–2013)
- Rubén Darío Bedoya (2009–2010)
- Óscar Aristizábal (2009)
- Jesús Barrios (2007–2008)
- Miguel Cadavid (2006)
- Carlos Navarrete (2006)
- Hugo Castaño (2006)
- Orlando Restrepo (2005)
- Hugo Castaño (2004–2005)
- Orlando Restrepo(2003)
- Carlos Navarrete (2002–2003)
- Hugo Castaño (1999–2001)
- Norberto Peluffo (1997–1998)
- Gabriel Gómez (1995–1997)
- Fernando Castro Lozada (1993–1995)
- Luis Augusto García (1992)
- Hugo Castaño (1989–1991)